# Balacra longimaculata
Balacra longimaculata är en fjärilsart som beskrevs av Embrik Strand 1912. Balacra longimaculata ingår i släktet Balacra och familjen björnspinnare. Inga underarter finns listade i Catalogue of Life.